# Choni (album)
Choni – czwarty album studyjny polskiego zespołu muzycznego Virgin, wydane 10 listopada 2016 nakładem wytwórni muzycznej Universal Music Polska.
Album dotarł do 24. miejsca na oficjalnej liście sprzedaży w Polsce. Nagrania były promowane teledyskami do utworów „Niebezpieczna kobieta”, „Kopiuj-wklej”, „Sens” i „Miłość na etat”. Do utworu „Niebezpieczna kobieta” wydano także anglojęzyczną wersję singla zatytułowaną „Hard Heart”.

## Lista utworów
| Nr  | Tytuł utworu                              | Długość |
| --- | ----------------------------------------- | ------- |
| 1.  | „Niebezpieczna kobieta”                   | 3:58    |
| 2.  | „Sens”                                    | 4:01    |
| 3.  | „Padłeś? poleż”                           | 3:12    |
| 4.  | „Kopiuj-wklej”                            | 4:02    |
| 5.  | „Miłość na etat”                          | 3:58    |
| 6.  | „Anyżk”                                   | 3:22    |
| 7.  | „Dżaga”                                   | 4:05    |
| 8.  | „2 bajki”                                 | 3:57    |
| 9.  | „Znak pokoju”                             | 4:03    |
| 10. | „Mam tylko ciebie”                        | 3:16    |
| 11. | „Szansa”                                  | 3:50    |
| 12. | „Niebezpieczna kobieta (Remix by Forest)” | 4:20    |
| 13. | „Hard Heart”                              | 3:58    |
|     |                                           | 50:02   |